# Vlastimir Jović
Vlastimir Jović (Busovača, 1936 — Zenica, ?) bio je bosanskohercegovački novinar.
Cijeli svoj radni vijek proveo je u zeničkoj redakciji Naša riječ (od 1964. godine), odakle je, 1991. godine otišao u penziju; u penziji je tokom 30 godina objavljivao reportaže pod naslovom „Skice iz stare Zenice”.
Prvi novinarski tekst Jovića našao se u listu Mladost, 1955. godine. Bio je saradnik Glasa komuna iz Doboja, te osam godina honorarni saradnik sarajevskog Oslobođenja. Često je objavljivao reportaže u Svijetu i Areni; javljao se u mnogim fabričkim listovima. Bio je član prve redakcije Radija Zenica. Duže vrijeme bio je urednik sportske redakcije Naše riječi i na Radiju Zenica. Vremenom je stekao reputaciju hroničara grada i od stotina objavljenih „skica iz stare Zenice” priređena je i knjiga Zenica koje više nema.
Dobitnik je mnogih društvenih priznanja: 12-aprilske Nagrade Zenice, Ordena rada sa srebrnim vijencem, 25-majske nagrade BiH za fizičku kulturu, srebrne medalje Saveza slijepih, srebrne medalje Saveza lovačkih organizacija BiH, visokih priznanja Fudbalskog i Šahovskog kluba „Čelik” i Malih olimpijskih igara. Autor je knjige Nezaboravni trenuci (o prvom ulasku FK Čelik u Prvu saveznu ligu, 1965/66).